# Мелсон, Роберт
Ро́берт Ме́лсон (англ. Robert Melson; род. в 1937) — американский политолог, профессор политологии, участник программы еврейских исследований университета Пердью, Индиана, Соединённые Штаты. В 2003—2005 гг. являлся президентом Международной ассоциации исследователей геноцида (IAGS).
Занимается исследованием проблемы геноцида и конфликтов. Автор ряда книг и исследований, в том числе — про Холокост и геноцид армян, гражданскую войну в Нигерии.

## Биография
Родился в 1937 году в Варшаве. В период нацистской оккупации его семья выжила маскируясь под поляков. Они сумели достать себе фальшивые документы аристократической семьи «графов Замойских». Пользуясь этими документами они смогли спасти ещё несколько человек. Весь период оккупации родители Мелсона вели себя польские аристократы, общались с нацистскими офицерами, занимались бизнесом, праздновали христианские праздники. При этом большая часть семьи погибла в ходе Холокоста.
В 1947 году семья переехала в США. Мелсон получил степень бакалавра в Массачусетском технологическом институте, затем прошёл обучение в аспирантуре Йельского университета и защитил диссертацию на докторскую степень по политологии снова Массачусетском технологическом институте. Весной 1964 года Мелсон проводил исследования в Нигерии в качестве зарубежного стипендиата Фонда Форда.

## Исследования
Мелсон описывал как революция и война в различных ситуациях становились ключевыми факторами, которые способствовали проведению политики политики геноцида.
Во время своего исследования в Нигерии Мелсон наблюдал как конфликт вокруг народности игбо и попытки отделения штата Биафра превратился к кровопролитную гражданскую войну и геноцид.

## Публикации
- Theoretical inquiry into the Armenian massacres of 1894-96. «Contemporary Studies in Society and History», 1982, vol. 24, № 3, pp. 481—509.
- Provocation or nationalism: a theoretical inquiry into the Armenian Genocide of 1915. In: The Armenian Genocide in perspective. New Brunswick, NJ, 1986, pp. 61-84.
- Revolutionary genocide: on the causes of the Armenian Genocide of 1915 and the Holocaust. «Holocaust and Genocide Studies», 1989, vol. 4, № 2, pp. 161—174.